# 비슬라 매거진
비슬라 매거진(Visla Magazine)은 대한민국의 웹진이다. 주로 음악, 예술, 패션 등의 하위 문화에 관한 기사, 칼럼, 인터뷰 등을 다루고 있다.

## 역사
비슬라 매거진은 2012년 창간되었다. 처음에는 2명의 발행인 및 편집장, 2명의 에디터로 진행되었다. 2023년에는 대한민국 중소벤처기업부가 주관한 이태원 상권 프로젝트의 일환으로 이태원 전시회를 기획하기도 했다.